# Anne-Claude-Louise d'Arpajon
Anne-Claude-Louise d'Arpajon, née à Arpajon le 4 mars 1729 et morte guillotinée à Paris le 27 juin 1794, fut princesse de Poix, comtesse de Noailles et duchesse de Mouchy. Elle fut désignée sous les noms de « maréchale de Poix » et « maréchale de Mouchy ». Elle fut la première dame d'honneur de deux reines de France : les reines Marie Leszczynska et Marie-Antoinette d'Autriche. 

## Biographie

### Famille
Elle est la dernière représentante d'une des plus illustres familles rouergates, les Arpajon. Son père, le marquis d'Arpajon, Louis de Sévérac (1667-1736), achète en 1720 le marquisat de Saint-Germain-lès-Châtres. Il obtient de Philippe d'Orléans, le régent, le privilège assez rare de donner son nom à la ville principale, qui devient alors Arpajon. Sa mère, Anne-Charlotte Le Bas de Montargis (1697-1767), est une des dames de compagnies de la duchesse de Berry, fille du Régent. 
Anne-Claude-Louise d'Arpajon est la descendante en ligne directe de Jules Hardouin-Mansart par une fille de ce dernier, Catherine-Henriette Hardouin-Mansart (1673-1748). Cette dernière est l'épouse de Claude Lebas de Montargis, d'où Anne-Charlotte Le Bas de Montargis, mère de la comtesse. Elle est également la petite-cousine de Jacques Hardouin-Mansart de Sagonne, lui-même étant fils de Jacques Hardouin-Mansart et le petit fils de Jules Hardouin-Mansart, premier architecte du roi.

### Mariage
Le 27 novembre 1741, Anne-Claude-Louise d'Arpajon épouse Philippe de Noailles dans la chapelle du château de Versailles. Son nouvel époux est comte de Noailles,, prince de Poix, duc de Mouchy, est futur maréchal de France, chevalier des ordres du roi, gouverneur de la ville de Versailles, gouverneur des châteaux de Versailles et de Marly et capitaine des chasses des deux parcs. 

### Dame d'honneur
Étant dame d'honneur de la reine Marie Leszczynska décédée en 1768, estimée pour ses qualités, elle est nommée deux ans plus tard dame d'honneur de la nouvelle dauphine Marie-Antoinette. Elle se rend donc à la frontière, avec l'ensemble de l'entourage français, à la rencontre de la future souveraine âgée de quatorze ans. Cette dernière pose pour la première fois le pied sur le sol français le 7 mai, pour ne plus jamais en repartir. La jeune dauphine a du mal à s'accommoder au pays.  
La comtesse de Noailles a la responsabilité de veiller à ce que la dauphine assimile et respecte les us et coutumes de la cour de Versailles. Très attachée au protocole, elle ne parvient pourtant pas à bien instruire la jeune et primesautière dauphine de ses fonctions représentatives, et protectrices à l'égard des importuns. Par la suite, Marie-Antoinette ne lui accorde pas sa faveur, ayant alors le sentiment de ne pouvoir faire tout ce qu'elle aurait souhaité, et la surnomme « Madame l'Étiquette ».  
À la mort du roi Louis XV en 1774, Marie-Antoinette devient reine de France. La jeune reine écarte la comtesse de Noailles, qui finit par rejoindre le parti d'opposition noble à la reine, avec les filles du roi : mesdames Adélaïde et Victoire. Ces femmes forment ensemble la vieille cour.

### Révolution française
Les deux fils de la comtesse sont élus députés aux états généraux de 1789. Le plus jeune des deux se signale par son enthousiasme quant à l'abolition des privilèges de la noblesse. La radicalisation de la Révolution française les pousse finalement à émigrer. Restés en France, le duc et la duchesse de Mouchy sont, en application de la loi des suspects, présumés parents d'émigrés et suspectés d'avoir aidé des prêtres réfractaires. Arrêtes à Mouchy, ils sont emprisonnés, puis finalement guillotinés le 27 juin 1794 à Paris, sur la place de la Nation. Leurs corps sont jetés dans la grande fosse commune du cimetière de Picpus, où sont venus les rejoindre par la suite La Fayette et son épouse, Adrienne de Noailles, morts après la Révolution. 

## Descendance
De l'union d'Anne-Claude-Louise d'Arpajon et de Philippe de Noailles naissent six enfants, dont trois meurent en bas âge :
1. Louise-Charlotte de Noailles, dame du palais des reines Marie Leszczynska et Marie-Antoinette d'Autriche, mariée en 1760 avec Emmanuel-Céleste de Durfort, duc de Duras ;
2. Charles-Adrien de Noailles (né et mort en 1747), prince de Poix ;
3. Louis-Philippe de Noailles (1748-1750), prince de Poix ;
4. Daniel-François-Marie de Noailles (1750-1752), marquis de Noailles puis prince de Poix ;
5. Philippe-Louis de Noailles, prince-duc de Poix et duc de Mouchy, député de la noblesse des bailliages d'Amiens et de Ham aux états-généraux de 1789 ;
6. Louis Marie Antoine de Noailles, vicomte de Noailles, député de la noblesse du bailliage de Nemours aux états-généraux de 1789.

## Au cinéma
Le rôle de la comtesse de Noailles est interprété par :
- Cora Witherspoon dans Marie-Antoinette, réalisé en 1938 par W. S. Van Dyke ;
- Hélène Vincent dans Marie-Antoinette - Reine d'un seul amour (série Les Jupons de la Révolution) réalisé pour la télévision en 1988 par Caroline Huppert ;
- Judy Davis dans Marie-Antoinette, réalisé en 2006 par Sofia Coppola ;
- Noémie Lvovsky dans Jeanne du Barry, réalisé en 2023 par Maïwenn[13].

## Pour approfondir